# Енгибар Енгибаров
Енгибар Енгибаров е бивш български футболист.

## Биография
Роден в град Варна. През активната си спортна кариера играе в редица български и немски клубове като защитник. През 2018 г. поема тима на Спартак (Варна) и го изкачва в Б група.